# Hiệu ứng Baldwin

Hiệu ứng Baldwin so với thuyết tiến hóa của Lamarck, thuyết tiến hóa của Darwin và sự đồng hóa gen của Waddington. Tất cả các lý thuyết đưa ra lời giải thích về cách các sinh vật phản ứng với một môi trường thay đổi với sự thay đổi di truyền thích ứng.

Trong sinh học tiến hoá, Hiệu ứng Baldwin một lý thuyết tiến hóa ưu tiên kiểu hình, mô tả tác động của hành vi học được đối với quá trình tiến hóa. James Mark Baldwin và những người khác đã đề xuất trong thời kỳ nhật thực của thuyết Darwin vào cuối thế kỷ 19 rằng khả năng học hỏi các hành vi mới của một sinh vật (ví dụ: thích nghi với một tác nhân gây căng thẳng mới) sẽ ảnh hưởng đến thành công sinh sản của nó và do đó sẽ ảnh hưởng đến cấu trúc di truyền của nó thông qua chọn lọc tự nhiên. Mặc dù quá trình này có vẻ tương tự như Lamarkism, nhưng quan điểm đó đề xuất rằng các sinh vật được thừa hưởng đặc điểm có được của cha mẹ họ. Hiệu ứng Baldwin đã được đề xuất một cách độc lập nhiều lần và ngày nay nó thường được công nhận là một phần của thuyết tiến hóa tổng hợp.

## "Một Nhân Tố Mới trong Tiến Hóa"
Hiệu ứng này, khi chưa được đặt tên, nó được đưa ra vào năm 1896 trong bài báo "Nhân tố mới trong sự tiến hóa" của nhà tâm lý học người Mỹ James Mark Baldwin, với bài báo thứ hai vào năm 1897. Bài báo đề xuất cơ chế chọn lọc cụ thể cho khả năng học tập chung. Như nhà sử học, nhà khoa học Robert Richards giải thích.
If animals entered a new environment—or their old environment rapidly changed—those that could flexibly respond by learning new behaviours or by ontogenetically adapting would be naturally preserved. This saved remnant would, over several generations, have the opportunity to exhibit spontaneously congenital variations similar to their acquired traits and have these variations naturally selected. It would look as though the acquired traits had sunk into the hereditary substance in a Lamarckian fashion, but the process would really be neo-Darwinian.

Tạm dịch:
Nếu động vật bước vào một môi trường mới — hoặc môi trường cũ của chúng thay đổi nhanh chóng — thì những loài có thể phản ứng linh hoạt bằng cách học các hành vi mới hoặc bằng cách thích nghi về mặt di truyền sẽ được bảo tồn một cách tự nhiên.

## Tạp chí
- Bateson, Patrick (2004). “The Active Role of Behaviour in Evolution”. Biology and Philosophy. 19 (2): 283–298. doi:10.1023/b:biph.0000024468.12161.83. S2CID 85267141.
- Baldwin, J. Mark (1896a). “A New Factor in Evolution”. The American Naturalist. 30 (354): 441–451. doi:10.1086/276408. S2CID 7059820.
- Baldwin, J. Mark (1897). “Organic Selection”. Science. 5 (121): 634–636. Bibcode:1897Sci.....5..634B. doi:10.1126/science.5.121.634. PMID 17781159.
- Hall, Brian K. (2001). “Organic Selection: Proximate Environmental Effects on the Evolution of Morphology and Behaviour”. Biology and Philosophy. 16 (2): 215–237. doi:10.1023/a:1006773408919. S2CID 80821399.
- Newman, Stuart A. (2002). “Putting Genes in their place” (PDF). Journal of Biosciences. 27 (2): 97–104. doi:10.1007/bf02703765. PMID 11937679. S2CID 1162454. Bản gốc (PDF) lưu trữ ngày 17 tháng 12 năm 2008.
- Osborn, Henry F. (1896). “Ontogenic and Phylogenic Variation”. Science. 4 (100): 786–789. Bibcode:1896Sci.....4..786O. doi:10.1126/science.4.100.786. PMID 17734840.
- Simpson, G. Gaylord (1953). “The Baldwin effect”. Evolution. 7 (2): 110–117. doi:10.2307/2405746. JSTOR 2405746.
- Sznajder, B.; Sabelis, M. W.; Egas, M. (tháng 9 năm 2012). “How Adaptive Learning Affects Evolution: Reviewing Theory on the Baldwin Effect”. Evolutionary Biology. 39 (3): 301–310. doi:10.1007/s11692-011-9155-2. PMC 3423563. PMID 22923852.